# Four the Record
Four the Record —en español: Cuatro del récord— es el cuarto álbum de estudio de la cantante estadounidense de música country Miranda Lambert, lanzado el 1 de noviembre de 2011, a través de RCA Records Nashville. El primer sencillo del álbum «Baggage Claim», se convirtió en único debutante más alto de Lambert en el número 33 en lista Hot Country Songs de Billboard. una edición de lujo del álbum también fue lanzado, que incluía una canción extra y un DVD.

## Antecedentes
Lambert anunció en julio de 2011 que su cuarto álbum de estudio, Four the Record, sería lanzado el 1 de noviembre de 2011. Un mes más tarde, Sony Music Nashville anunció que Lambert y Josh Thompson transferirían el discográfico a RCA Nashville como parte de un reestructuración de las empresas.
Lambert escribió o coescribió seis de las canciones del álbum. incluido en el álbum es un dueto con Blake Shelton titulado «Better in the Long Run.», y una versión de «Look At Miss Ohio», que fue grabado originalmente por su cantante, Gillian Welch, en su álbum Soul Journey.

## Rendimiento comercial
El álbum debutó en el número tres en Billboard 200 con 133,000 copias vendidas en su primera semana, convirtiéndose en disco de posiciones más alto de Lambert de su carrera. Debutó en el número uno en los álbumes de Estados Unidos Billboard Top Country Albums. El álbum fue certificado platino por la RIAA el 10 de enero de 2014, lo que significa 1,000,000 de copias vendidas.

## Lista de canciones
| N.º | Título                                       | Escritor(es)                                  | Duración |  |
| 1.  | «All Kinds of Kinds»                         | Phillip Coleman, Don Henry                    | 4:26     |  |
| 2.  | «Fine Tune»                                  | Natalie Hemby, Luke Laird                     | 4:39     |  |
| 3.  | «Fastest Girl in Town»                       | Miranda Lambert, Angaleena Presley            | 3:20     |  |
| 4.  | «Safe»                                       | Lambert                                       | 4:46     |  |
| 5.  | «Mama's Broken Heart»                        | Brandy Clark, Shane McAnally, Kacey Musgraves | 2:59     |  |
| 6.  | «Dear Diamond»                               | Lambert                                       | 3:49     |  |
| 7.  | «Same Old You»                               | Brandi Carlile                                | 3:05     |  |
| 8.  | «Baggage Claim»                              | Lambert, Hemby, Laird                         | 3:18     |  |
| 9.  | «Easy Living»                                | Lambert, Scotty Wray                          | 2:45     |  |
| 10. | «Over You»                                   | Lambert, Blake Shelton                        | 4:15     |  |
| 11. | «Look at Miss Ohio»                          | David Rawlings, Gillian Welch                 | 4:18     |  |
| 12. | «Better in the Long Run» (con Blake Shelton) | Charles Kelley, Ashley Monroe, Gordie Sampson | 3:34     |  |
| 13. | «Nobody's Fool»                              | Chris Stapleton                               | 3:43     |  |
| 14. | «Oklahoma Sky»                               | Allison Moorer                                | 4:46     |  |

Edición Deluxe

| N.º | Título                         | Escritor(es)                      | Duración |  |
| 15. | «Hurts to Think» (Bonus Track) | Lambert, Hemby, Jessica Bendinger | 2:55     |  |

## Posicionamiento en listas
| Listas (2011)                               | Mejor posición |
| ------------------------------------------- | -------------- |
| Australian Country Albums Chart             | 11             |
| Canadian Albums Chart                       | 12             |
| UK Country Albums Chart                     | 5              |
| Estados Unidos Billboard 200                | 3              |
| Estados Unidos Billboard Top Country Albums | 1              |